# Emiel Faignaert
Emiel Faignaert (Sint-Martens-Lierde, 10 marzo 1919 – Aalst, 10 maggio 1980) è stato un ciclista su strada belga, professionista dal 1940 al 1950, vinse una edizione del Giro delle Fiandre.

## Palmarès
- 1943 (Europe-Dunlop, una vittoria)

Anvers-Gand-Anvers
- 1946 (Groene Leeuw, una vittoria)

GP Victor Standaert
- 1947 (Groene Leeuw, due vittorie)

Giro delle Fiandre
Omloop van West-Vlaanderen

## Piazzamenti

### Classiche monumento
- Giro delle Fiandre

1942: 17º
1945: 10º
1947: vincitore
1948: 14º
1949: 22º
- Parigi-Roubaix

1944: 6º
1948: 51º
1949: 43º